# Niphona chinensis
Niphona chinensis är en skalbaggsart som beskrevs av Stefan von Breuning 1938. Niphona chinensis ingår i släktet Niphona och familjen långhorningar. Inga underarter finns listade i Catalogue of Life.